# Girolamo Lagomarsini
Girolamo Lagomarsini, né le 30 septembre 1698 à El Puerto de Santa María et mort le 18 mai 1773 à Rome, est un jésuite et philologue italien.

## Biographie
Issu d’une famille noble originaire de Gênes, Girolamo Lagomarsini nait à El Puerto de Santa María le 30 septembre 1698, et fait ses études chez les jésuites, dans le collège de Prato en Toscane. Il entre chez eux en 1713. Ses supérieurs l’envoient en 1721 dans le collège d’Arezzo, enseigner les belles-lettres. Feru de latin il fait la connaissance  de Jacopo Facciolati occupé à rédiger son Dictionnaire. Après avoir donné des cours de littérature et fait sa théologie à Rome, il est envoyé à Florence, où il enseigne la rhétorique pendant vingt ans. À Florence, Girolamo Lagomarsini a un démêlé avec l’abbé Giovanni Lami, au sujet de certains écrits satiriques dont cet abbé le croit l’auteur alors que l'auteur est Giulio Cesare Cordara, professeur de philosophie à Macerata. Vers 1750, Girolamo Lagomarsini est appelé à Rome, et nommé professeur de langue grecque dans le Collège romain et rencontre Benoît XIV. Lagomarsini meurt à Rome le 18 mai 1773, trois mois avant la suppression de son ordre.

## Œuvres
- Antonii Mariæ Gratiani de scriptis invita Minerva, ad Aloysium fratrem lib. XX, cum notis Hieronymi Lagomarsini, Florence, 1746, 2 vol. in-4°. Les notes sont en grand nombre, savantes et de la plus pure latinité.
- Julii Poggiani Senensis epistolæ et orationes olim collectæ ab Antonio Maria Gratiano, nunc ab Hieronymo Lagomarsinio, e soc. Jesu, notis illustratæ et primum editæ, Rome, 1762, 4 vol. in-4°. Cet ouvrage coûta à Lagomarsini plusieurs années de travail, et réunit à beaucoup d’autres avantages celui de donner sur le Concile de Trente de précieuses lumières sous le rapport de l’histoire ecclésiastique. Lagomarsini y a joint : In Jacobum Augustum Thuanum, posteritatis nomine, ad quam ille quodam suo carmine provocavit, actio ; pièce louée pour l’énergie de la pensée et la pureté de la diction.
- Orationes septem, editio sexta retractatior et auctior : accedit epistola jam edita, qua quid in M. Tullii Ciceronis contra L. Pisonem oratione interciderit demonstratur, Rome, 1753. Ces discours ou harangues, prononcés à Florence par l’auteur, avaient été bien accueillis du public, et plusieurs fois réimprimés en Italie et ailleurs.
- Epistolæ ad amicum exemplum, in qua judicium fertur de aliquot locis operis inscripti : Noctium sarmaticarum Vigiliæ, editio, post polonicam et germanicam tertia, Bologne, 1755. Le P. Ubaldo Mignoni, piariste, ayant fait imprimer à Varsovie en 1751 une lettre relative aux Noctium sarmaticarum Vigiliæ, Lagomarsini la fit réimprimer ; elle était adressée à Facciolati, et fut insérée dans la Raccolta de Calogerà, t. 10, p. 435.
- Litterarum ad Joan. Vincentium Lucensem exemplum, quibus judicium fertur de aliquot locis libelli Romæ, mense septembri anno 1753 vulgati, hoc titulo : Fr. Vincentii Mariæ Dinelli ad Carolum Nocetium, soc. Jesu theologum, etc., epistolæ, Trente, 1754. Il paraît que ce dominicain professeur à la Bibliothèque Casanatense, s’était égayé aux dépens du P. Noceti, au sujet du probabilisme. Lagomarsini, dans cet opuscule, se sert des mêmes armes, et fait retomber la plaisanterie sur celui qui le premier l’avait employée. On peut voir à cet égard l’Histoire littéraire d’Italie, de Tiraboschi, vol. 9, p. 251.
- Giudicio degli autori della Storia letteraria d’Italia, intorno l’ultimo libro de’ theatri del padre Concina, Venise, 1756.
- Angelo-Mariæ cardinali Quirinio, de Dione Cassio epistola. Cette savante lettre est relative aux corrections faites à Dion Cassius par Reimar ; elle est insérée au quatorzième volume de la Storia letteraria d’Italia, p. 167.
- Lettera al Maffei, intorno alla sua Merope ; elle est rapportée au même volume, p. 284, avec la réponse du marquis.
- De origine fontium carmen. Ce poème, composé en 1726, et que Lagomarsini avait prononcé autrefois à Rome, fut traduit en vers italiens, par le P. Jean-Pierre Bergantini, théatin, et publié avec la traduction des quatre livres Botanicorum du P. Savastano, Venise, 1749, in-8°.
- De aleæ Januensis, seu de aleæ Romanæ Romam traductæ ratione, elegiacon, auctore Golmario Marsiliano. Cette pièce ingénieuse sur la loterie, écrite avec une facilité digne d’Ovide, fut publiée en 1735, dans le douzième tome du Recueil de Calogerà, et dans la Venetæ urbis descriptio d’Azevedo, Venise, 1780.

Outre ces ouvrages, le P. Lagomarsini a part à beaucoup d’autres. Il coopère aux Lettres qui paraissent sous le nom d’Atronio Trascomaco, contre le livre de l’abbé Lami, De eruditione apostolorum ; aux Notes du poème sur l’électricité, publiées par le P. Giuseppe Maria Mazzolari, sous le nom de Joseph Marianus Parthenius ; à la traduction et aux Notes des Oraisons et des Épîtres de Cicéron, par le P. Bandiera, et à quantité d’autres ouvrages sur lesquels on venait le consulter. Il laissa une bibliothèque très-nombreuse, et un travail immense pour une édition de Cicéron qu’il avait entreprise, et au sujet de laquelle il avait compulsé et collationné plus de trois cents manuscrits de la Bibliothèque Laurentienne ; enfin il a laissé en manuscrit un ouvrage en trente volumes, destiné à justifier son ordre de toutes les imputations odieuses par lesquelles on essayait de le noircir, et dont le titre était : Testimonia virorum illustrium Soc. Jesu, ab initio ejusdem repetita ordine chronologico usque ad nostram hanc ætatem perpetua, nec unquam interrupta annorum serie digesta. Il faut ajouter à cela vingt volumes de sa correspondance avec les savants de son temps. Une partie de ses manuscrits a passé à la bibliothèque du Collège romain, ou à celle du cardinal Zelada.